# Легка атлетика на літніх Олімпійських іграх 2008 — естафетний біг 4×400 метрів (чоловіки)
Чоловіча естафета 4×400 метрів на Літніх Олімпійських іграх 2008 року проходила 22 серпня (півфінали) та 23 серпня (фінал) на Пекінському національному стадіоні.
У фіналі перемогли США з новим Олімпійським рекордом 2:55.39.

## Медалісти
| Золото | Срібло | Бронза                                                                    |
| США · Лашон Меррітт · Енджело Тейлор · Девід Невілл · Джеремі Ворінер · Керрон Клемент * · Реджі Вітерспун * | Багамські Острови · Андретті Бейн · Майкл Метью · Ендрей Вільямс · Кріс Браун · Авард Монкур * · Ремон Міллер * | Росія · Максим Дилдін · Владислав Фролов · Антон Кокорін · Денис Алексеєв |

 *  Бігуни, які взяли участь у попередніх забігах і отримали медалі.

## Рекорди
| Дані наведено на початок Олімпійських ігор.        | Дані наведено на початок Олімпійських ігор.                   | Дані наведено на початок Олімпійських ігор. | Дані наведено на початок Олімпійських ігор. | Дані наведено на початок Олімпійських ігор. |
| -------------------------------------------------- | ------------------------------------------------------------- | ------------------------------------------- | ------------------------------------------- | ------------------------------------------- |
| Світовий рекорд                                    | США Ендрю Вальмон Квінсі Воттс Батч Рейнольдс Майкл Джонсон   | 2:54.29                                     | 22 серпня 1993                              | Штутгарт, Німеччина                         |
| Олімпійський рекорд                                | США Ендрю Вальмон Квінсі Воттс Майкл Джонсон Стів Льюіс       | 2:55.74                                     | 8 серпня 1992                               | Барселона, Іспанія                          |
| За підсумками змагань побитий олімпійський рекорд. |                                                               |                                             |                                             |                                             |
| Олімпійський рекорд                                | США Лашон Меррітт Енджело Тейлор Девід Невілл Джеремі Ворінер | 2:55.39                                     | 23 серпня 2008                              | Пекін, Китай                                |

## Кваліфікація збірних
На Олімпіаду проходять 16 найкращих збірних. Ці національні команди було відібрано за середнім з двох найкращих результатів показаних у період з 1 січня 2007 по 16 липня 2008 року у міжнародних змаганнях визнаних ІААФ.
| Місце  | Країна                   | 2 Результати | 2 Результати | 1       | 2       |
| Місце  | Країна                   | Всього       | Середнє      | 1       | 2       |
| ------ | ------------------------ | ------------ | ------------ | ------- | ------- |
| 1      | США                      | 5:54.74      | 2:57.37      | 2:55.56 | 2:59.18 |
| 2      | Багамські Острови        | 5:59.55      | 2:59.78      | 2:59.18 | 3:00.37 |
| 3      | Ямайка                   | 6:01.20      | 3:00.60      | 3:00.44 | 3:00.76 |
| 4      | Польща                   | 6:01.75      | 3:00.87      | 3:00.05 | 3:01.70 |
| 5      | Росія                    | 6:02.69      | 3:01.34      | 3:01.07 | 3:01.62 |
| 6      | Велика Британія          | 6:03.14      | 3:01.57      | 3:01.22 | 3:01.92 |
| 7      | Німеччина                | 6:03.98      | 3:01.99      | 3:01.77 | 3:02.21 |
| 8      | Австралія                | 6:04.05      | 3:02.03      | 3:01.52 | 3:02.53 |
| 9      | Бельгія                  | 6:04.64      | 3:02.32      | 3:02.13 | 3:02.51 |
| 10     | Домініканська Республіка | 6:04.97      | 3:02.48      | 3:02.48 | 3:02.49 |
| 11     | Японія                   | 6:05.20      | 3:02.60      | 3:02.44 | 3:02.76 |
| 12     | Куба                     | 6:05.32      | 3:02.66      | 3:02.10 | 3:03.22 |
| 13     | Франція                  | 6:05.98      | 3:02.99      | 3:02.33 | 3:03.65 |
| 14     | Тринідад і Тобаго        | 6:06.52      | 3:03.26      | 3:02.92 | 3:03.60 |
| 15     | Греція                   | 6:07.86      | 3:03.93      | 3:02.21 | 3:05.65 |
| 16     | ПАР                      | 6:08.24      | 3:04.12      | 3:03.58 | 3:04.66 |
| Резерв |                          |              |              |         |         |
| 17     | Італія                   | 6:08.77      | 3:04.38      | 3:03.66 | 3:05.11 |
| 18     | Ботсвана                 | 6:09.12      | 3:04.56      | 3:03.16 | 3:05.96 |
| 19     | Ірландія                 | 6:09.14      | 3:04.57      | 3:04.43 | 3:04.71 |
| 20     | Бразилія                 | 6:09.51      | 3:04.76      | 3:04.36 | 3:05.15 |